# Де Смет, Густаф
Густаф Де Смет (нидерл. Gustaaf De Smet; 15 мая 1935, Гент, Бельгия — 28 мая 2020, Гент, Бельгия) — бельгийский профессиональный шоссейный велогонщик в 1957—1968 годах. Победитель многодневной велогонки Четыре дня Дюнкерка (1965), однодневных велогонок: Схал Селс (1960), Гран-при Денена (1963), Натионале Слёйтингспрейс (1963, 1964), Три дня Западной Фландрии (1963, 1967), Чемпионат Фландрии (1964), Кюрне — Брюссель — Кюрне (1966).

## Достижения
1956
1-й Тур Фландрии U23
7-й Летние Олимпийские игры — Командная гонка
1957
2-й Схал Селс
1960
1-й Схал Селс
1961
3-й Чемпионат Фландрии
8-й Париж — Тур
8-й Схелдепрейс
1962
2-й Натионале Слёйтингспрейс
3-й Гран-при Исберга
5-й Париж — Тур
7-й Схелдепрейс
1963
1-й Гран-при Денена
1-й Натионале Слёйтингспрейс
1-й Три дня Западной Фландрии
3-й Брабантсе Пейл
1964
1-й Чемпионат Фландрии
1-й Натионале Слёйтингспрейс
3-й Париж — Тур
4-й Дварс дор Фландерен
6-й Кюрне — Брюссель — Кюрне
8-й Тур Фландрии
10-й Гран Пьемонте
1965
1-й Четыре дня Дюнкерка — Генеральная классификация
1-й — Этапы 1, 2 и 5
2-й Париж — Тур
2-й Схал Селс
3-й Гент — Вевельгем
3-й Чемпионат Фландрии
3-й Нокере Курсе
5-й Париж — Брюссель
8-й Тур Фландрии
9-й Кюрне — Брюссель — Кюрне
1966
1-й Кюрне — Брюссель — Кюрне
2-й Натионале Слёйтингспрейс
3-й Париж — Рубе
3-й Чемпионат Фландрии
5-й Париж — Тур
5-й Париж — Брюссель
1967
1-й Три дня Западной Фландрии
3-й Чемпионат Фландрии
3-й Гран-при Зоттегема
5-й Дварс дор Фландерен
8-й Кюрне — Брюссель — Кюрне
1968
7-й Дварс дор Фландерен

## Статистика выступлений

### Гранд-туры
| Гранд-тур                 | 1965 |
| ------------------------- | ---- |
| Джиро д’Италия            | —    |
| Тур де Франс              | НФ   |
| (c 2010 ) Вуэльта Испании | —    |

| —  | Не участвовал  |
| НФ | Не финишировал |